# Saint-Georges-du-Bois, Charente-Maritime
Saint-Georges-du-Bois là một xã ở tỉnh Charente-Maritime thuộc vùng Nouvelle-Aquitaine tây nam nước Pháp.
- Xã của tỉnh Charente-Maritime